# Sesleria tenuifolia
Sesleria tenuifolia là một loài thực vật có hoa trong họ Hòa thảo. Loài này được Schrad. miêu tả khoa học đầu tiên năm 1806.